# زبان برنامه‌نویسی تصویری
زبان برنامه‌نویسی تصویری (ویژوال) (VPL = Visual Photo Language) به آن دسته از زبان‌های برنامه‌نویسی گفته می‌شود که روند برنامه‌نویسی در آن‌ها به جای اینکه به صورت متنی باشد، به صورت تصویری است. در برنامه‌نویسی تصویری از عبارات تصویری و نمادهای گرافیکی برای برنامه‌نویسی استفاده می‌شود. بیشتر زبان‌های برنامه‌نویسی تصویری بر پایه ایده "جعبه‌ها و پیکان‌ها" هستند. در این روش از جعبه‌هایی به عنوان اشیای صفحه‌ای و پیکان‌ها یا خطهایی برای ارتباط دادن این جعبه‌ها به هم استفاده می‌شود. از مهم‌ترین زبان برنامه‌نویسی تصویری می‌توان به زبان برنامه نویسی اسکرچ اشاره کرد که برای کودکان به صورت رایگان در سال 2007 عرضه شده.

## مراحل برنامه‌نویسی
در یک زبان برنامه‌نویسی تصویری مراحل برنامه‌نویسی بسیار شبیه زبان‌های برنامه‌نویسی متنی است. به این معنی که در این زبان‌ها نیز تعریف متغیرها، تخصیص مقدار به آن‌ها، عبارات شرطی، توابع و ... وجود دارند اما برای بیان آن‌ها از "جعبه‌ها و پیکان‌ها" استفاده می‌شود. مثلاً تخصیص عدد یک به متغیری صحیح به نام Test با کاربرد دو جعبه و یک پیکان به صورت زیر انجام می‌شود. در زبان‌های متنی ترتیب اجرای خطوط برنامه از بالا به پایین است اما در زبان‌های تصویری پیکان‌ها بیان می‌کنند که کدام ،دستور باید اول انجام شود و کدام دستور پس از آن و الی آخر.
```
                                 _________          __________
                                 |   Test  |<========|   1   |
                                 |_______|         |_________|
```

برای فرستادن پیام معروف (Hello World )در این زبان‌ها معمولاً نیاز به ساختن دیاگرام زیر است. ساختن این نمودار نیز کاملاً به صورت تصویری امکان‌پذیر است (نیاز به باز کردن یک یا دو پنجره در محیط برنامه‌نویسی و چند کلیک است).
```
                       __________________                      ___________________
                       |   Sample Dialog   |<====Alert Dialog====|  Hello World   |
                       |________________|                     |___________________|
```